# Championnats du monde de gymnastique artistique 2022
Navigation
Édition précédente Édition suivante
Les Championnats du monde de gymnastique artistique 2022, cinquante-et-unième édition des championnats du monde de gymnastique artistique, ont lieu du 29 octobre au 6 novembre 2022 à la Liverpool Arena de Liverpool, au Royaume-Uni.

## Programme
| Date                | Épreuve                                                                                         |
| ------------------- | ----------------------------------------------------------------------------------------------- |
| Samedi 29 octobre   | Qualifications femmes                                                                           |
| Dimanche 30 octobre | Qualifications femmes                                                                           |
| Lundi 31 octobre    | Qualifications hommes                                                                           |
| Mardi 1er novembre  | Finale du concours général par équipes féminines                                                |
| Mercredi 2 novembre | Finale du concours général par équipes masculines                                               |
| Jeudi 3 novembre    | Finale du concours général individuel féminin                                                   |
| Vendredi 4 novembre | Finale du concours général individuel masculin                                                  |
| Samedi 5 novembre   | Finales par appareils Hommes : sol, cheval d'arçons, anneaux Femmes : saut, barres asymétriques |
| Dimanche 6 novembre | Finales par appareils Hommes : saut, barres parallèles, barre fixe Femmes : poutre, sol         |

## Médaillés
| Épreuve                                          | Or                                                                                                | Argent | Bronze |
| ------------------------------------------------ | ------------------------------------------------------------------------------------------------- | --- | --- |
| Hommes                                           |                                                                                                   | | |
| Concours général par équipes résultats détaillés | Chine - Sun Wei - Yang Jiaxing - You Hao - Zhang Boheng - Zou Jingyuan - Su Weide                 | Japon - Ryosuke Doi - Daiki Hashimoto - Yuya Kamoto - Kakeru Tanigawa - Wataru Tanigawa - Kazuma Kaya                              | Royaume-Uni - Joe Fraser - James Hall - Jake Jarman - Giarnni Regini-Moran - Courtney Tulloch - Adam Tobin |
| Concours général individuel résultats détaillés  | Daiki Hashimoto                                                                                   | Zhang Boheng | Wataru Tanigawa                                                                                            |
| Anneaux résultats détaillés                      | Adem Asil                                                                                         | Zou Jingyuan | Courtney Tulloch                                                                                           |
| Cheval d'arçons résultats détaillés              | Rhys McClenaghan                                                                                  | Ahmad Abu Al-Soud | Harutyun Merdinyan                                                                                         |
| Barre fixe résultats détaillés                   | Brody Malone                                                                                      | Daiki Hashimoto | Arthur Mariano                                                                                             |
| Barres parallèles résultats détaillés            | Zou Jingyuan                                                                                      | Lukas Dauser | Carlos Yulo                                                                                                |
| Saut résultats détaillés                         | Artur Davtyan                                                                                     | Carlos Yulo | Ihor Radivilov                                                                                             |
| Sol résultats détaillés                          | Giarnni Regini-Moran                                                                              | Daiki Hashimoto | Ryosuke Doi                                                                                                |
| Femmes                                           |                                                                                                   | | |
| Concours général par équipes résultats détaillés | États-Unis - Skye Blakely - Jade Carey - Jordan Chiles - Shilese Jones - Leanne Wong - Lexi Zeiss | Royaume-Uni - Ondine Achampong - Georgia-Mae Fenton - Jennifer Gadirova - Jessica Gadirova - Alice Kinsella - Poppy-Grace Stickler | Canada - Ellie Black - Laurie Denommée - Denelle Pedrick - Emma Spence - Sydney Turner - Shallon Olsen     |
| Concours général individuel résultats détaillés  | Rebeca Andrade                                                                                    | Shilese Jones | Jessica Gadirova                                                                                           |
| Barres asymétriques résultats détaillés          | Wei Xiaoyuan                                                                                      | Shilese Jones | Nina Derwael                                                                                               |
| Poutre résultats détaillés                       | Hazuki Watanabe                                                                                   | Ellie Black | Shoko Miyata                                                                                               |
| Saut résultats détaillés                         | Jade Carey                                                                                        | Jordan Chiles | Coline Devillard                                                                                           |
| Sol résultats détaillés                          | Jessica Gadirova                                                                                  | Jordan Chiles | Rebeca Andrade Jade Carey                                                                                  |

## Tableau des médailles
- Pays organisateur

| Rang | Nation          | Or | Argent | Bronze | Total |
| ---- | --------------- | -- | ------ | ------ | ----- |
| 1    | États-Unis      | 3  | 4      | 1      | 8     |
| 2    | Chine           | 3  | 2      | 0      | 5     |
| 3    | Japon           | 2  | 3      | 3      | 8     |
| 4    | Grande-Bretagne | 2  | 1      | 3      | 6     |
| 5    | Brésil          | 1  | 0      | 2      | 3     |
| 6    | Arménie         | 1  | 0      | 1      | 2     |
| 7    | Irlande         | 1  | 0      | 0      | 1     |
| 7    | Turquie         | 1  | 0      | 0      | 1     |
| 9    | Canada          | 0  | 1      | 1      | 2     |
| 9    | Philippines     | 0  | 1      | 1      | 2     |
| 11   | Allemagne       | 0  | 1      | 0      | 1     |
| 11   | Jordanie        | 0  | 1      | 0      | 1     |
| 13   | Belgique        | 0  | 0      | 1      | 1     |
| 13   | France          | 0  | 0      | 1      | 1     |
| 13   | Ukraine         | 0  | 0      | 1      | 1     |

## Résultats détaillés

### Hommes

#### Concours général par équipes
| Rang                               | Équipe               | Sol        | Cheval d'arçon | Anneaux    | Saut       | Barres parallèles | Barre fixe | Total   |
| ---------------------------------- | -------------------- | ---------- | -------------- | ---------- | ---------- | ----------------- | ---------- | ------- |
|                                    |                      |            |                |            |            |                   |            |         |
| Médaille d'or, Coupe du Monde      | Chine                | 42,332 (3) | 41,032 (1)     | 43,632 (1) | 43,332 (1) | 44,998 (1)        | 42,532 (1) | 258,858 |
| Médaille d'or, Coupe du Monde      | Sun Wei              | 13,866     | 13,633         |            | 13,833     |                   | 14,666     | 258,858 |
| Médaille d'or, Coupe du Monde      | Yang Jiaxing         | 14,200     | 13,433         |            | 14,533     |                   | 13,433     | 258,858 |
| Médaille d'or, Coupe du Monde      | You Hao              |            |                | 14,633     |            | 14,866            |            | 258,858 |
| Médaille d'or, Coupe du Monde      | Zhang Boheng         | 14,266     | 13,966         | 14,133     | 14,966     | 14,366            | 14,433     | 258,858 |
| Médaille d'or, Coupe du Monde      | Zou Jingyuan         |            |                | 14,866     |            | 15,766            |            | 258,858 |
|                                    |                      |            |                |            |            |                   |            |         |
| Médaille d'argent, Coupe du Monde  | Japon                | 43,366 (1) | 38,466 (2)     | 42,199 (4) | 43,332 (1) | 43,999 (2)        | 42,033 (2) | 253,395 |
| Médaille d'argent, Coupe du Monde  | Ryosuke Doi          | 14,366     | 13,033         |            | 14,700     |                   | 14,700     | 253,395 |
| Médaille d'argent, Coupe du Monde  | Daiki Hashimoto      | 14,500     | 14,433         | 13,866     | 13,866     |                   | 13,133     | 253,395 |
| Médaille d'argent, Coupe du Monde  | Yuya Kamoto          |            |                | 14,233     |            | 14,766            | 14,200     | 253,395 |
| Médaille d'argent, Coupe du Monde  | Wataru Tanigawa      |            |                | 14,100     | 14,766     | 14,933            |            | 253,395 |
| Médaille d'argent, Coupe du Monde  | Kakeru Tanigawa      | 14,500     | 11,000         |            |            | 14,300            |            | 253,395 |
|                                    |                      |            |                |            |            |                   |            |         |
| Médaille de bronze, Coupe du Monde | Grande-Bretagne      | 42,799 (2) | 35,232 (6)     | 42,299 (2) | 42,833 (4) | 43,266 (3)        | 40,800 (4) | 247,229 |
| Médaille de bronze, Coupe du Monde | Joe Fraser           |            | 10,466         | 14,033     |            | 15,000            | 14,000     | 247,229 |
| Médaille de bronze, Coupe du Monde | James Hall           | 14,200     | 12,200         | 13,600     |            | 14,033            | 13,700     | 247,229 |
| Médaille de bronze, Coupe du Monde | Jake Jarman          | 14,433     | 12,566         |            | 13,733     |                   | 13,100     | 247,229 |
| Médaille de bronze, Coupe du Monde | Giarnni Regini-Moran | 14,166     |                |            | 14,600     | 14,233            |            | 247,229 |
| Médaille de bronze, Coupe du Monde | Courtney Tulloch     |            |                | 14,666     | 14,500     |                   |            | 247,229 |
|                                    |                      |            |                |            |            |                   |            |         |
| 4                                  | Italie               | 41,766 (5) | 38,366 (3)     | 39,499 (7) | 42,933 (3) | 42,065 (7)        | 41,336 (3) | 245,995 |
| 4                                  | Yumin Abbadini       | 13,733     | 12,300         | 13,033     |            |                   | 13,633     | 245,995 |
| 4                                  | Nicola Bartolini     | 14,333     | 12,766         |            | 14,600     | 13,866            |            | 245,995 |
| 4                                  | Lorenzo Minh Casali  | 13,700     |                | 13,300     | 14,533     | 13,933            |            | 245,995 |
| 4                                  | Carlo Macchini       |            | 13,300         |            |            |                   | 14,300     | 245,995 |
| 4                                  | Matteo Levantesi     |            |                | 13,166     | 13,800     | 14,266            | 13,433     | 245,995 |
|                                    |                      |            |                |            |            |                   |            |         |
| 5                                  | États-Unis           | 40,265 (8) | 38,265 (5)     | 42,265 (3) | 42,833 (4) | 42,865 (4)        | 39,199 (7) | 245,692 |
| 5                                  | Asher Hong           | 13,933     | 13,566         | 14,033     | 14,533     | 14,533            |            | 245,692 |
| 5                                  | Brody Malone         | 12,866     | 11,733         | 13,766     | 14,400     | 13,966            | 14,366     | 245,692 |
| 5                                  | Stephen Nedoroscik   |            | 12,966         |            |            |                   |            | 245,692 |
| 5                                  | Colt Walker          |            |                |            | 13,900     | 14,366            | 11,700     | 245,692 |
| 5                                  | Donnell Whittenburg  | 13,466     |                | 14,466     |            |                   | 13,133     | 245,692 |
|                                    |                      |            |                |            |            |                   |            |         |
| 6                                  | Espagne              | 41,765 (6) | 38,299 (4)     | 40,900 (5) | 41,299 (8) | 42,265 (5)        | 39,499 (6) | 244,027 |
| 6                                  | Néstor Abad          |            | 11,633         | 13,800     |            |                   | 13,133     | 244,027 |
| 6                                  | Thierno Diallo       |            | 13,533         |            |            | 14,266            |            | 244,027 |
| 6                                  | Nicolau Mir          | 13,866     |                |            | 14,100     | 13,733            | 12,466     | 244,027 |
| 6                                  | Joel Plata           | 13,966     | 13,133         | 13,500     | 14,666     | 14,266            | 13,900     | 244,027 |
| 6                                  | Rayderley Zapata     | 13,933     |                | 13,600     | 12,533     |                   |            | 244,027 |
|                                    |                      |            |                |            |            |                   |            |         |
| 7                                  | Brésil               | 41,932 (4) | 33,900 (7)     | 39,932 (6) | 42,799 (6) | 42,233 (6)        | 40,566 (5) | 241,362 |
| 7                                  | Lucas Bitencourt     |            | 10,600         | 12,966     |            | 13,633            |            | 241,362 |
| 7                                  | Yuri Guimaraes       | 14,366     |                |            | 13,733     |                   |            | 241,362 |
| 7                                  | Arthur Mariano       | 13,700     |                |            | 14,566     |                   | 12,866     | 241,362 |
| 7                                  | Diogo Soares         |            | 11,900         | 13,033     |            | 14,000            | 13,800     | 241,362 |
| 7                                  | Caio Souza           | 13,866     | 11,400         | 13,933     | 14,500     | 14,600            | 13,900     | 241,362 |
|                                    |                      |            |                |            |            |                   |            |         |
| 8                                  | Corée du Sud         | 40,299 (7) | 31,566 (8)     | 38,766 (8) | 42,232 (7) | 40,932 (8)        | 39,033 (8) | 232,828 |
| 8                                  | Kim Jae-ho           | 13,400     | 12,333         |            | 14,266     | 13,733            | 13,033     | 232,828 |
| 8                                  | Kim Han-sol          | 13,133     |                |            | 13,666     |                   |            | 232,828 |
| 8                                  | Lee Jun-ho           |            |                | 13,166     | 14,300     |                   | 12,700     | 232,828 |
| 8                                  | Lee Jung-hyo         |            | 10,300         | 12,400     |            | 13,466            |            | 232,828 |
| 8                                  | Ryu Sung-hyun        | 13,766     | 8,933          | 13,200     |            | 13,733            | 13,300     | 232,828 |

#### Concours général individuel
| Rang               | Gymnaste            | Pays            | Sol    | Cheval d'arçon | Anneaux | Saut   | Barres parallèles | Barre fixe | Total  |
| ------------------ | ------------------- | --------------- | ------ | -------------- | ------- | ------ | ----------------- | ---------- | ------ |
| Médaille d'or      | Daiki Hashimoto     | Japon           | 14,666 | 14,333         | 13,866  | 14,900 | 15,000            | 14,433     | 87,198 |
| Médaille d'argent  | Zhang Boheng        | Chine           | 14,033 | 14,233         | 14,100  | 14,900 | 15,066            | 14,433     | 86,765 |
| Médaille de bronze | Wataru Tanigawa     | Japon           | 14,266 | 13,766         | 13,833  | 15,000 | 14,766            | 13,600     | 85,231 |
| 4                  | Brody Malone        | États-Unis      | 14,133 | 13,766         | 13,666  | 14,500 | 14,366            | 14,500     | 84,931 |
| 5                  | Jake Jarman         | Grande-Bretagne | 14,433 | 13,333         | 13,000  | 14,800 | 14,166            | 13,133     | 82,865 |
| 6                  | Asher Hong          | États-Unis      | 14,266 | 13,700         | 13,833  | 14,166 | 14,900            | 12,866     | 82,365 |
| 7                  | Illia Kovtun        | Ukraine         | 14,000 | 13,933         | 12,666  | 14,300 | 14,600            | 12,866     | 82,365 |
| 8                  | Carlos Yulo         | Philippines     | 15,166 | 11,900         | 13,800  | 14,166 | 15,166            | 11,900     | 82,098 |
| 9                  | Tang Chia-hung      | Taipei chinois  | 14,133 | 13,033         | 13,366  | 14,000 | 13,366            | 14,066     | 81,964 |
| 10                 | Caio Souza          | Brésil          | 13,766 | 12,766         | 13,700  | 12,700 | 14,566            | 14,133     | 81,631 |
| 11                 | Lukas Dauser        | Allemagne       | 13,666 | 13,200         | 12,900  | 13,766 | 15,166            | 12,900     | 81,598 |
| 12                 | Casimir Schmidt     | Pays-Bas        | 14,000 | 12,733         | 13,800  | 14,233 | 13,733            | 13,000     | 81,499 |
| 13                 | Lorenzo Minh Casali | Italie          | 12,966 | 12,833         | 13,100  | 14,233 | 14,333            | 12,866     | 80,331 |
| 14                 | Krisztofer Mészáros | Hongrie         | 13,700 | 12,600         | 13,066  | 13,700 | 14,066            | 12,833     | 79,965 |
| 15                 | Krisztián Balázs    | Hongrie         | 12,833 | 12,700         | 12,866  | 13,200 | 14,433            | 13,800     | 79,832 |
| 16                 | Néstor Abad         | Espagne         | 13,800 | 11,266         | 13,233  | 13,733 | 14,200            | 13,433     | 79,665 |
| 17                 | Diogo Soares        | Brésil          | 12,766 | 13,433         | 12,900  | 14,266 | 12,433            | 13,866     | 79,664 |
| 18                 | Joel Plata          | Espagne         | 14,333 | 11,533         | 13,233  | 14,700 | 12,766            | 13,033     | 79,598 |
| 19                 | Sofus Heggemsnes    | Norvège         | 12,766 | 12,700         | 12,766  | 14,466 | 13,300            | 12,933     | 78,931 |
| 20                 | Luka van den Keybus | Belgique        | 13,333 | 10,566         | 12,800  | 14,133 | 14,066            | 13,366     | 78,264 |
| 21                 | Yumin Abbadini      | Italie          | 13,566 | 13,666         | 13,166  | 13,866 | 13,066            | 9,900      | 77,230 |
| 22                 | Joe Fraser          | Grande-Bretagne | 13,866 | 13,166         | 13,600  | 12,833 | 11,533            | 12,100     | 77,098 |
| 23                 | Gabriel Burtănete   | Roumanie        | 13,100 | 10,166         | 13,133  | 14,500 | 13,400            | 12,600     | 76,899 |
| 24                 | Jossimar Calvo      | Colombie        | 13,166 | 10,400         | 11,566  | 14,400 | 12,366            | 13,500     | 75,398 |

#### Anneaux
| Rang               | Gymnaste            | Pays            | Score D | Score E | Pénalité | Total  |
| ------------------ | ------------------- | --------------- | ------- | ------- | -------- | ------ |
| Médaille d'or      | Adem Asil           | Turquie         | 6,300   | 8,633   |          | 14,933 |
| Médaille d'argent  | Zou Jingyuan        | Chine           | 6,300   | 8,566   |          | 14,866 |
| Médaille de bronze | Courtney Tulloch    | Grande-Bretagne | 6,100   | 8,633   |          | 14,733 |
| 4                  | Artur Avetisyan     | Arménie         | 6,000   | 8,600   |          | 14,600 |
| 5                  | You Hao             | Chine           | 6,700   | 7,900   |          | 14,600 |
| 6                  | Vahagn Davtyan      | Arménie         | 6,000   | 8,533   |          | 14,533 |
| 7                  | Yuya Kamoto         | Japon           | 6,400   | 8,066   |          | 14,466 |
| 8                  | Donnell Whittenburg | États-Unis      | 6,000   | 8,433   |          | 14,433 |

#### Barre fixe
| Rang               | Gymnaste        | Pays       | Score D | Score E | Pénalité | Total  |
| ------------------ | --------------- | ---------- | ------- | ------- | -------- | ------ |
| Médaille d'or      | Brody Malone    | États-Unis | 6,300   | 8,500   |          | 14,800 |
| Médaille d'argent  | Daiki Hashimoto | Japon      | 6,400   | 8,300   |          | 14,700 |
| Médaille de bronze | Arthur Mariano  | Brésil     | 6,000   | 8,466   |          | 14,466 |
| 4                  | Sun Wei         | Chine      | 6,400   | 8,033   |          | 14,433 |
| 5                  | Zhang Boheng    | Chine      | 6,200   | 8,200   |          | 14,400 |
| 6                  | Ilias Georgiou  | Chypre     | 5,900   | 8,400   |          | 14,300 |
| 7                  | Yuya Kamoto     | Japon      | 6,000   | 8,166   |          | 14,166 |
| 8                  | Tyson Bull      | Australie  | 5,900   | 7,866   |          | 13,766 |

#### Barres parallèles
| Rang               | Gymnaste             | Pays            | Score D | Score E | Pénalité | Total  |
| ------------------ | -------------------- | --------------- | ------- | ------- | -------- | ------ |
| Médaille d'or      | Zou Jingyuan         | Chine           | 6,900   | 9,266   |          | 16,166 |
| Médaille d'argent  | Lukas Dauser         | Allemagne       | 6,600   | 8,900   |          | 15,500 |
| Médaille de bronze | Carlos Yulo          | Philippines     | 6,300   | 9,066   |          | 15,366 |
| 4                  | Ferhat Arıcan        | Turquie         | 6,600   | 8,466   |          | 15,066 |
| 5                  | Jossimar Calvo       | Colombie        | 6,700   | 8,266   |          | 14,966 |
| 6                  | Yuya Kamoto          | Japon           | 6,500   | 8,400   |          | 14,900 |
| 7                  | Giarnni Regini-Moran | Grande-Bretagne | 6,400   | 8,333   |          | 14,733 |
| 8                  | Joe Fraser           | Grande-Bretagne | 6,500   | 8,200   |          | 14,700 |

#### Cheval d'arçons
| Rang               | Gymnaste           | Pays       | Score D | Score E | Pénalité | Total  |
| ------------------ | ------------------ | ---------- | ------- | ------- | -------- | ------ |
| Médaille d'or      | Rhys McClenaghan   | Irlande    | 6,400   | 8,900   |          | 15,300 |
| Médaille d'argent  | Ahmad Abu Al-Soud  | Jordanie   | 6,300   | 8,566   |          | 14,866 |
| Médaille de bronze | Harutyun Merdinyan | Arménie    | 6,100   | 8,633   |          | 14,733 |
| 4                  | Nariman Kurbanov   | Kazakhstan | 6,300   | 8,233   |          | 14,533 |
| 5                  | Stephen Nedoroscik | États-Unis | 6,200   | 8,200   |          | 14,400 |
| 6                  | Loran de Munck     | Pays-Bas   | 6,400   | 7,133   |          | 13,533 |
| 7                  | Ryosuke Doi        | Japon      | 6,100   | 6,833   |          | 12,933 |
| 8                  | Filip Ude          | Croatie    | 5,700   | 6,800   |          | 12,500 |

#### Saut
| Rang               | Gymnaste          | Pays         | Saut 1  | Saut 1  | Saut 1 | Saut 1 | Saut 2  | Saut 2  | Saut 2 | Saut 2 | Total  |
| Rang               | Gymnaste          | Pays         | Score D | Score E | Pén.   | Total  | Score D | Score E | Pén.   | Total  | Total  |
| ------------------ | ----------------- | ------------ | ------- | ------- | ------ | ------ | ------- | ------- | ------ | ------ | ------ |
| Médaille d'or      | Artur Davtyan     | Arménie      | 5,600   | 9,500   | -0,10  | 15,000 | 5,600   | 9,500   |        | 15,100 | 15,050 |
| Médaille d'argent  | Carlos Yulo       | Philippines  | 6,000   | 9,100   | -0,10  | 15,000 | 5,600   | 9,300   |        | 14,900 | 14,950 |
| Médaille de bronze | Ihor Radivilov    | Ukraine      | 5,600   | 9,200   |        | 14,800 | 5,600   | 9,066   |        | 14,666 | 14,733 |
| 4                  | Gabriel Burtănete | Roumanie     | 5,600   | 9,066   |        | 14,666 | 5,60    | 8,800   |        | 14,400 | 14,533 |
| 5                  | Caio Souza        | Brésil       | 5,600   | 8,733   |        | 14,333 | 5,600   | 8,900   |        | 14,500 | 14,416 |
| 6                  | Lee Jun-ho        | Corée du Sud | 5,600   | 8,866   |        | 14,466 | 5,200   | 8,966   |        | 14,166 | 14,316 |
| 7                  | Kim Han-sol       | Japon        | 5,600   | 8,666   | -0,10  | 14,166 | 4,800   | 9,033   |        | 13,833 | 13,999 |
| 8                  | Kim Han-sol       | Corée du Sud | 5,600   | 9,300   |        | 14,900 | 5,200   | 8,000   | -0,30  | 12,900 | 13,900 |

#### Sol
| Rang               | Gymnaste             | Pays            | Score D | Score E | Pénalité | Total  |
| ------------------ | -------------------- | --------------- | ------- | ------- | -------- | ------ |
| Médaille d'or      | Giarnni Regini-Moran | Grande-Bretagne | 6,200   | 8,333   |          | 14,533 |
| Médaille d'argent  | Daiki Hashimoto      | Japon           | 6,000   | 8,500   |          | 14,500 |
| Médaille de bronze | Ryosuke Doi          | Japon           | 6,200   | 8,166   | -0,10    | 14,266 |
| 4                  | Benjamin Osberger    | France          | 5,600   | 8,633   |          | 14,233 |
| 5                  | Nicola Bartolini     | Italie          | 5,900   | 8,333   |          | 14,233 |
| 6                  | Ryu Sung-hyun        | Corée du Sud    | 5,900   | 8,300   |          | 14,200 |
| 7                  | Carlos Yulo          | Philippines     | 6,200   | 7,100   |          | 13,300 |
| 8                  | Milad Karimi         | Kazakhstan      | 6,000   | 6,100   |          | 12,100 |

### Femmes

#### Concours général par équipes
|                                    |                             |            |            |            |            |         |  |  |
| Médaille d'or, Coupe du Monde      | États-Unis                  | 43,133 (1) | 42,199 (1) | 39,399 (3) | 41,833 (1) | 166,564 |  |  |
| Médaille d'or, Coupe du Monde      | Skye Blakely                |            |            | 13,266     |            | 166,564 |  |  |
| Médaille d'or, Coupe du Monde      | Jade Carey                  | 14,800     |            | 12,800     | 14,100     | 166,564 |  |  |
| Médaille d'or, Coupe du Monde      | Jordan Chiles               | 14,400     | 14,100     | 13,333     | 14,000     | 166,564 |  |  |
| Médaille d'or, Coupe du Monde      | Shilese Jones               | 13,933     | 14,333     |            | 13,733     | 166,564 |  |  |
| Médaille d'or, Coupe du Monde      | Leanne Wong                 |            | 13,766     |            |            | 166,564 |  |  |
|                                    |                             |            |            |            |            |         |  |  |
| Médaille d'argent, Coupe du Monde  | Grande-Bretagne             | 42,699 (2) | 40,533 (4) | 39,299 (4) | 40,832 (2) | 163,363 |  |  |
| Médaille d'argent, Coupe du Monde  | Ondine Achampong            | 14,366     |            | 13,700     |            | 163,363 |  |  |
| Médaille d'argent, Coupe du Monde  | Georgia-Mae Fenton          |            | 13,633     | 13,333     |            | 163,363 |  |  |
| Médaille d'argent, Coupe du Monde  | Jennifer Gadirova           |            |            |            | 13,433     | 163,363 |  |  |
| Médaille d'argent, Coupe du Monde  | Jessica Gadirova            | 14,200     | 12,800     |            | 14,266     | 163,363 |  |  |
| Médaille d'argent, Coupe du Monde  | Alice Kinsella              | 14,133     | 14,100     | 12,266     | 13,133     | 163,363 |  |  |
|                                    |                             |            |            |            |            |         |  |  |
| Médaille de bronze, Coupe du Monde | Canada                      | 41,699 (4) | 40,099 (5) | 39,632 (2) | 39,133 (5) | 160,563 |  |  |
| Médaille de bronze, Coupe du Monde | Ellie Black                 | 14,200     | 14,033     | 13,833     | 13,100     | 160,563 |  |  |
| Médaille de bronze, Coupe du Monde | Laurie Denommée             |            |            |            | 12,933     | 160,563 |  |  |
| Médaille de bronze, Coupe du Monde | Denelle Pedrick             | 13,866     |            |            |            | 160,563 |  |  |
| Médaille de bronze, Coupe du Monde | Emma Spence                 | 13,633     | 12,433     | 12,233     |            | 160,563 |  |  |
| Médaille de bronze, Coupe du Monde | Sydney Turner               |            | 13,633     | 13,566     | 13,100     | 160,563 |  |  |
|                                    |                             |            |            |            |            |         |  |  |
| 4                                  | Brésil                      | 41,465 (6) | 41,499 (3) | 37,332 (7) | 39,365 (4) | 159,661 |  |  |
| 4                                  | Rebeca Andrade              | 15,166     | 14,633     | 12,833     | 14,066     | 159,661 |  |  |
| 4                                  | Lorrane Oliveira            | 13,133     | 13,200     |            |            | 159,661 |  |  |
| 4                                  | Carolyne Pedro              | 13,166     |            | 11,966     | 12,466     | 159,661 |  |  |
| 4                                  | Flávia Saraiva              |            | 13,666     |            |            | 159,661 |  |  |
| 4                                  | Júlia Soares                |            |            | 12,533     | 12,833     | 159,661 |  |  |
|                                    |                             |            |            |            |            |         |  |  |
| 5                                  | Italie                      | 41,632 (5) | 39,366 (7) | 39,766 (1) | 38,699 (6) | 159,463 |  |  |
| 5                                  | Alice D'Amato               | 14,300     | 13,500     |            | 13,133     | 159,463 |  |  |
| 5                                  | Manila Esposito             | 13,466     |            | 13,133     | 11,600     | 159,463 |  |  |
| 5                                  | Martina Maggio              | 13,866     | 11,700     | 12,900     | 13,966     | 159,463 |  |  |
| 5                                  | Veronica Mandriota          |            |            |            |            | 159,463 |  |  |
| 5                                  | Giorgia Villa               |            | 14,166     | 13,733     |            | 159,463 |  |  |
|                                    |                             |            |            |            |            |         |  |  |
| 6                                  | Chine                       | 40,199 (8) | 41,966 (2) | 37,366 (6) | 37,998 (8) | 157,529 |  |  |
| 6                                  | Luo Rui                     |            | 14,400     | 12,400     |            | 157,529 |  |  |
| 6                                  | Ou Yushan                   | 13,133     |            | 14,266     | 12,966     | 157,529 |  |  |
| 6                                  | Tang Xijing                 | 13,133     | 12,833     | 10,700     | 12,166     | 157,529 |  |  |
| 6                                  | Wei Xiaoyuan                |            | 14,733     |            |            | 157,529 |  |  |
| 6                                  | Zhang Jin                   | 13,933     |            |            | 12,866     | 157,529 |  |  |
|                                    |                             |            |            |            |            |         |  |  |
| 7                                  | Japon                       | 42,200 (3) | 35,832 (8) | 38,999 (5) | 39,933 (3) | 156,964 |  |  |
| 7                                  | Kokoro Fukasawa             | 13,600     | 9,400      |            |            | 156,964 |  |  |
| 7                                  | Shoko Miyata                | 14,400     |            | 13,233     | 13,700     | 156,964 |  |  |
| 7                                  | Ayaka Sakaguchi             | 14,200     |            | 13,000     | 13,200     | 156,964 |  |  |
| 7                                  | Hazuki Watanabe             |            | 12,766     |            |            | 156,964 |  |  |
| 7                                  | Chiharu Yamada              |            | 13,666     | 12,766     | 13,033     | 156,964 |  |  |
|                                    |                             |            |            |            |            |         |  |  |
| 8                                  | France                      | 41,400 (7) | 39,465 (6) | 36,499 (8) | 38,499 (7) | 155,863 |  |  |
| 8                                  | Marine Boyer                |            |            | 13,666     | 13,133     | 155,863 |  |  |
| 8                                  | Mélanie de Jesus dos Santos | 13,700     | 13,066     | 11,200     | 13,366     | 155,863 |  |  |
| 8                                  | Coline Devillard            | 13,700     |            |            |            | 155,863 |  |  |
| 8                                  | Aline Friess                |            | 12,966     |            | 12,000     | 155,863 |  |  |
| 8                                  | Carolann Héduit             | 14,000     | 13,433     | 11,633     |            | 155,863 |  |  |

#### Concours général individuel
| Rang               | Gymnaste           | Pays            | Saut   | Barres asymétriques | Poutre | Sol    | Total  |
| ------------------ | ------------------ | --------------- | ------ | ------------------- | ------ | ------ | ------ |
| Médaille d'or      | Rebeca Andrade     | Brésil          | 15,166 | 13,800              | 13,533 | 14,400 | 56,899 |
| Médaille d'argent  | Shilese Jones      | États-Unis      | 14,233 | 14,366              | 13,100 | 13,700 | 55,399 |
| Médaille de bronze | Jessica Gadirova   | Grande-Bretagne | 13,833 | 13,233              | 13,733 | 14,400 | 55,199 |
| 4                  | Alice Kinsella     | Grande-Bretagne | 14,166 | 14,166              | 13,100 | 13,633 | 55,065 |
| 5                  | Ellie Black        | Canada          | 14,033 | 13,933              | 13,433 | 13,333 | 54,732 |
| 6                  | Jade Carey         | États-Unis      | 14,733 | 13,166              | 12,633 | 14,166 | 54,698 |
| 7                  | Ou Yushan          | Chine           | 13,100 | 13,200              | 13,866 | 13,733 | 53,899 |
| 8                  | Shoko Miyata       | Japon           | 14,233 | 12,866              | 12,966 | 13,733 | 53,798 |
| 9                  | Martina Maggio     | Italie          | 14,033 | 12,800              | 13,033 | 13,866 | 53,732 |
| 10                 | Alice D'Amato      | Italie          | 14,166 | 13,266              | 12,533 | 13,066 | 53,031 |
| 11                 | Lisa Vaelen        | Belgique        | 14,200 | 13,800              | 11,333 | 13,366 | 52,699 |
| 12                 | Georgia Godwin     | Australie       | 13,766 | 13,500              | 12,400 | 13,033 | 52,699 |
| 13                 | Maisa Kuusikko     | Finlande        | 13,500 | 13,300              | 12,466 | 12,733 | 51,999 |
| 14                 | Chiharu Yamada     | Japon           | 13,166 | 13,466              | 12,233 | 13,100 | 51,965 |
| 15                 | Maellyse Brassart  | Belgique        | 13,266 | 13,766              | 11,733 | 13,133 | 51,898 |
| 16                 | Tisha Volleman     | Pays-Bas        | 13,400 | 13,133              | 12,333 | 12,666 | 51,532 |
| 17                 | Lee Yun-seo        | Corée du Sud    | 12,900 | 13,066              | 12,766 | 12,600 | 51,332 |
| 18                 | Naomi Visser       | Pays-Bas        | 13,000 | 12,033              | 11,866 | 13,766 | 50,665 |
| 19                 | Carolann Héduit    | France          | 13,433 | 13,266              | 11,933 | 11,900 | 50,532 |
| 20                 | Ana Bărbosu        | Roumanie        | 13,100 | 12,766              | 12,733 | 11,933 | 50,532 |
| 21                 | Aline Friess       | France          | 13,000 | 13,000              | 11,466 | 12,800 | 50,266 |
| 22                 | Karina Schoenmaier | Allemagne       | 13,066 | 12,133              | 11,666 | 12,566 | 49,431 |
| 23                 | Romi Brown         | Australie       | 13,166 | 13,466              | 11,200 | 11,433 | 49,265 |
| 24                 | Laura Casabuena    | Espagne         | 13,200 | 12,300              | 7,500  | 13,333 | 46,333 |

#### Barres asymétriques
| Rang               | Gymnaste        | Pays       | Score D | Score E | Pénalité | Total  |
| ------------------ | --------------- | ---------- | ------- | ------- | -------- | ------ |
| Médaille d'or      | Wei Xiaoyuan    | Chine      | 6,600   | 8,366   |          | 14,966 |
| Médaille d'argent  | Shilese Jones   | États-Unis | 6,400   | 8,366   |          | 14,766 |
| Médaille de bronze | Nina Derwael    | Belgique   | 6,300   | 8,400   |          | 14,700 |
| 4                  | Elisabeth Seitz | Allemagne  | 6,100   | 8,266   |          | 14,366 |
| 5                  | Sanna Veerman   | Pays-Bas   | 6,200   | 7,966   |          | 14,166 |
| 6                  | Luo Rui         | Chine      | 6,100   | 7,700   |          | 13,800 |
| 7                  | Naomi Visser    | Pays-Bas   | 6,100   | 7,133   |          | 13,233 |
| 8                  | Rebeca Andrade  | Brésil     | 5,700   | 7,100   |          | 12,800 |

#### Poutre
| Rang               | Gymnaste        | Pays       | Score D | Score E | Pénalité | Total   |
| ------------------ | --------------- | ---------- | ------- | ------- | -------- | ------- |
| Médaille d'or      | Hazuki Watanabe | Japon      | 5,500   | 8,100   |          | 13,600  |
| Médaille d'argent  | Ellie Black     | Canada     | 5,500   | 8,066   |          | 13,566  |
| Médaille de bronze | Shoko Miyata    | Japon      | 5,800   | 7,733   |          | 13,533' |
| 4                  | Marine Boyer    | France     | 5,500   | 7,800   |          | 13,533  |
| 5                  | Skye Blakely    | États-Unis | 6,200   | 7,100   |          | 13,300  |
| 6                  | Ou Yushan       | Chine      | 5,900   | 7,100   |          | 13,000  |
| 7                  | Zsófia Kovács   | Hongrie    | 5,100   | 7,633   |          | 12,733  |
| 8                  | Rebeca Andrade  | Brésil     | 6,000   | 6,733   |          | 12,733  |

#### Saut
| Rang               | Gymnaste         | Pays         | Saut 1  | Saut 1  | Saut 1 | Saut 1 | Saut 2  | Saut 2  | Saut 2 | Saut 2 | Total  |
| Rang               | Gymnaste         | Pays         | Score D | Score E | Pén.   | Total  | Score D | Score E | Pén.   | Total  | Total  |
| ------------------ | ---------------- | ------------ | ------- | ------- | ------ | ------ | ------- | ------- | ------ | ------ | ------ |
| Médaille d'or      | Jade Carey       | États-Unis   | 5,600   | 9,133   |        | 14,733 | 5,000   | 9,300   |        | 14,300 | 14,516 |
| Médaille d'argent  | Jordan Chiles    | États-Unis   | 5,000   | 9,500   |        | 14,500 | 4,800   | 9,400   |        | 14,200 | 14,350 |
| Médaille de bronze | Coline Devillard | France       | 5,400   | 9,100   |        | 14,500 | 5,000   | 8,933   | -0,10  | 13,833 | 14,166 |
| 4                  | Ellie Black      | Canada       | 5,000   | 9,200   |        | 14,200 | 4,800   | 9,233   |        | 14,033 | 14,116 |
| 5                  | Shoko Miyata     | Japon        | 5,000   | 9,066   |        | 14,066 | 4,800   | 9,133   |        | 13,933 | 13,999 |
| 6                  | Lisa Vaelen      | Belgique     | 5,400   | 8,866   |        | 14,266 | 4,400   | 8,800   |        | 13,200 | 13,733 |
| 7                  | Yeo Seo-jeong    | Corée du Sud | 5,400   | 7,566   | -0,30  | 12,666 | 5,000   | 9,033   |        | 14,033 | 13,349 |
| 8                  | Lihie Raz        | Israël       | 5,000   | 7,433   | -0,30  | 12,133 | 4,400   | 8,666   |        | 13,066 | 12,599 |

#### Sol
| Rang               | Gymnaste          | Pays            | Score D | Score E | Pénalité | Total  |
| ------------------ | ----------------- | --------------- | ------- | ------- | -------- | ------ |
| Médaille d'or      | Jessica Gadirova  | Grande-Bretagne | 6,000   | 8,200   |          | 14,200 |
| Médaille d'argent  | Jordan Chiles     | États-Unis      | 5,800   | 8,033   |          | 13,833 |
| Médaille de bronze | Rebeca Andrade    | Brésil          | 5,900   | 7,833   |          | 13,733 |
| Médaille de bronze | Jade Carey        | États-Unis      | 5,900   | 7,833   |          | 13,733 |
| 5                  | Naomi Visser      | Pays-Bas        | 5,700   | 7,966   |          | 13,666 |
| 6                  | Martina Maggio    | Italie          | 5,600   | 7,933   |          | 13,533 |
| 7                  | Jennifer Gadirova | Grande-Bretagne | 5,300   | 7,966   | -0,10    | 13,166 |
| 8                  | Shoko Miyata      | Japon           | 5,300   | 7,766   |          | 13,066 |